# John Landis
John David Landis (født 3. august 1950) er en amerikansk filminstruktør, manuskriptforfatter, skuespiller og producer.

## Udvalgt filmografi

### Instruktion
- Schlock (1973)
- Kentucky-kliken (1977)
- Delta kliken (1978)
- The Blues Brothers (1980)
- En amerikansk varulv i London (1981)
- Bossen og Bumsen (1983)
- Ud i natten (1985)
- Vi er spioner (1985)
- De kom, de så, de løb! (1986)
- Coming to America (1988)
- Oscar - fingrene væk fra min datter (1991)
- Blod på tanden (1992)
- Frækkere end politiet tillader 3 (1994)
- The Stupids (1996)
- The Blues Brothers 2000 (1998)
- Susan's Plan (1998)
- Burke and Hare (2010)

### Musikvideo
- Thriller (1983)